# Deset velkých učedníků Buddhy
Deset velkých učedníků Buddhy jsou takoví žáci Gautamy Buddhy, kteří vynikli svými nadpřirozenými schopnostmi nebo výbornou znalostí Buddhovy nauky. Jejich jména jsou často uváděny v mahájánových sútrách. Jsou to:
1. Mahákášjapa, který svolal první buddhistický koncil; 1. patriarcha zenu
2. Ánanda, Buddhův bratranec a pomocník; autor Suttapitaky; 2. patriarcha zenu
3. Šáriputra, nejvýznamnější žák Buddhy
4. Subhúti, znalec prázdnoty (šúnjatá)
5. Púrna, znalec dharmy
6. Mahámaudgaljájana, který vynikal svými jogínskými schopnostmi
7. Kátjájana, velký řečník
8. Aniruddha, mistr v používání nebeského oka (abhidžňá)
9. Upáli, velký znalec řádových pravidel, autor Vinajapitaky
10. Ráhula, syn Buddhův, velký učenec